# Phare Vorontsov
Le phare Vorontsov est un phare situé à l'entrée du port d'Odessa, en Ukraine.
La structure actuelle est la troisième sur ce lieu, le premier de 1862 était en bois.
Il porte le nom de Mikhaïl Semionovitch Vorontsov, gouverneur de la Nouvelle Russie.

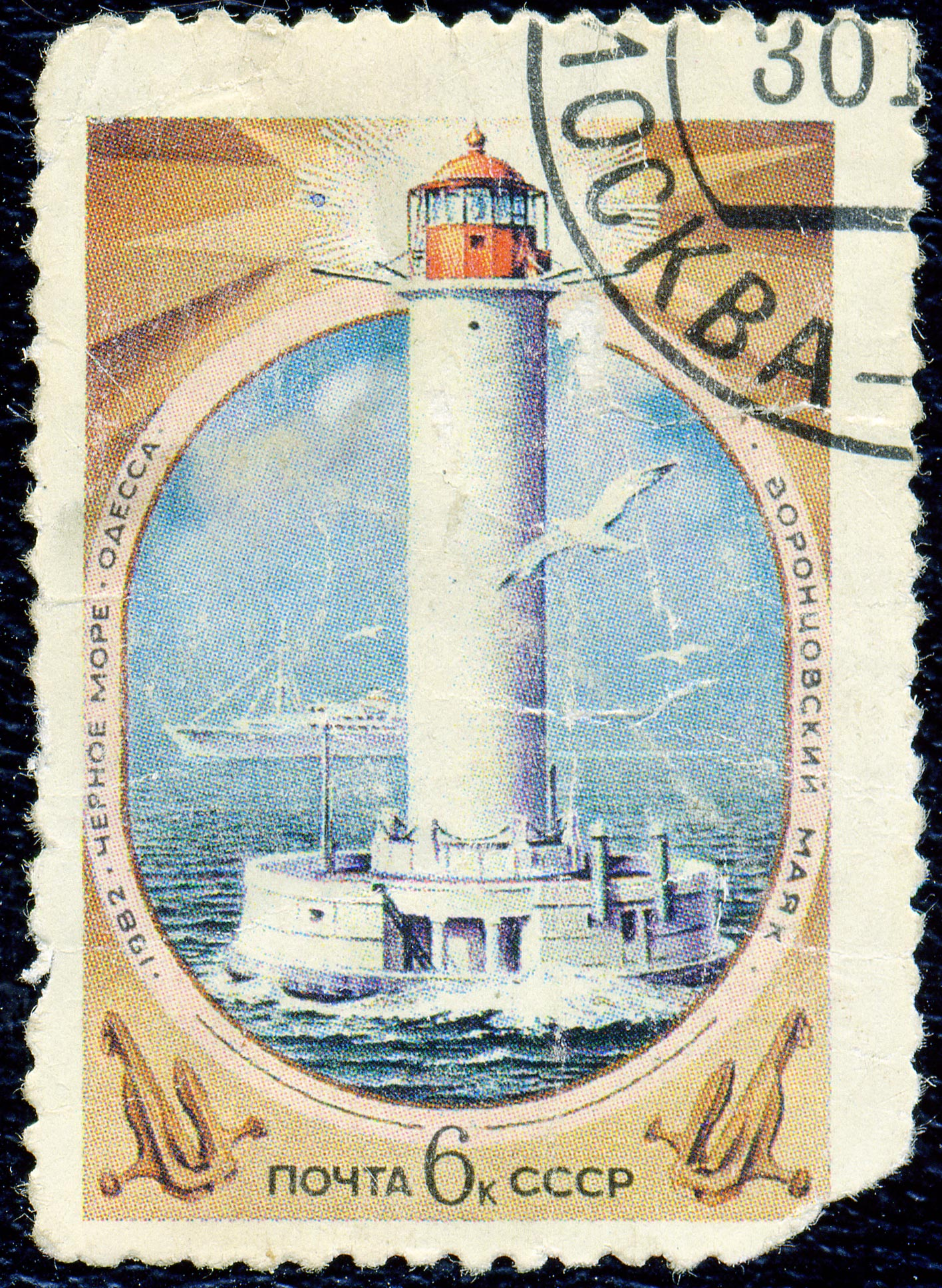
Sur un timbre de 1982,
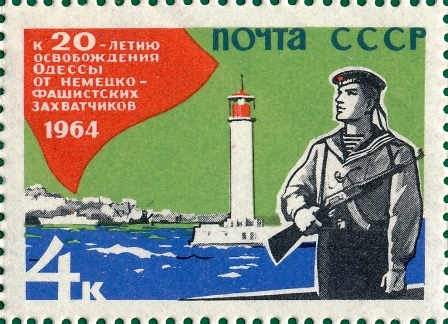
de 1964.
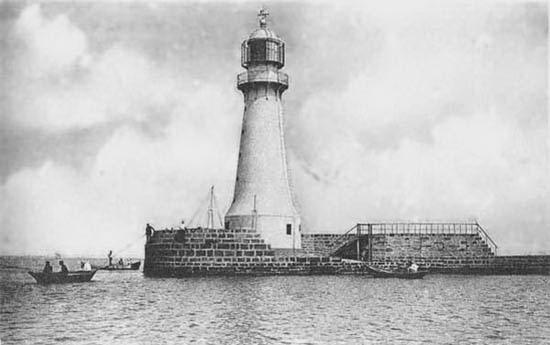
FIn XIXe siècle.